# کلاید ریور
کلاید ریور (به انگلیسی: Clyde River) یک منطقهٔ مسکونی در کانادا است که در نوناووت واقع شده‌است. کلاید ریور ۱٬۰۵۳ نفر جمعیت دارد و ۲۷ متر بالاتر از سطح دریا واقع شده‌است.